# Sedje Hémon
Sedje Hémon, artiestennaam van Sedje Frank (Rotterdam, 12 april 1923 – Den Haag, 8 februari 2011) was een Nederlands beeldend kunstenares, violiste, componiste en muziekpedagoge. Daarnaast ontpopte ze zich na een ontmoeting met pianist Shura Cherkassky tot voorvechtster van het gebruik van de panfluit in de klassieke muziek.

## Jeugd
Ze was dochter van winkelier/handelsreiziger Simon Frank en Heintje Frank. Al op zeer jeugdige leeftijd begon Hémon te tekenen in een persoonlijke abstracte stijl – gekenmerkt door stippen, lijnen en vlakken - die ze haar leven lang ook in haar schilderijen trouw bleef. In 1932 hoorde ze echter violist Nathan Milstein op de radio en ging daarna vioollessen volgen. De crisisjaren zaten echter in de weg; Hémon moest de kost verdienen met het ontwikkelen van korsetten en andere orthopedische artikelen.
Onder de naam Annie van Dijk hielp Hémon vanaf 1941 tot april 1944 jongens vluchten naar Zwitserland door het vervalsen van documenten. Voor haar ouders deed ze hetzelfde, maar vlak voor de Zwitserse grens werden die gearresteerd, gedeporteerd en omgebracht in Auschwitz. Zelf werd Hémon door haar buren verraden en getransporteerd naar Birkenau en later ook naar Auschwitz, waar ze als violist mocht toetreden tot het kamporkest. Vanaf januari 1945 kwam ze terecht in Ravensbrück en Kamp Neustadt-Glewe, voordat ze in mei 1945 door Russische soldaten werd bevrijd.

## Opnieuw beginnen
De Tweede Wereldoorlog had haar dermate uitgeput, dat ze daarna langere tijd in ziekenhuizen moest doorbrengen. Daar bouwde ze haar viool- en componeertechnieken uit. Ze probeerde ook een therapie te ontwikkelen tegen wat later Repetitive strain injury zou worden genoemd. Ze zette haar vioolstudies voort bij Jewssey Wulf en volgde muziektheorie bij Kees van Baaren. Die matige gezondheid bleef haar parten spelen en in 1953 zag ze in dat een loopbaan als violiste niet mogelijk was. Ze zou zelf zeggen: "Ik zou nooit tot de schilderkunst zijn gekomen, als ik mijn violistenloopbaan had voortgezet". Ze wendde zich weer tot de schilderkunst, maar ook linoleumsnedes en werken in keramiek. Al snel mag ze een expositie houden in Musée d'Art Moderne de la Ville de Paris in Parijs (op de Salon des Réalités Nouvelles in 1955), meerdere exposities volgen. In die tijd vonden de eerste ontmoetingen plaats met kunsthistoricus Hans Jaffé en muziekhistoricus Eduard Reeser. De combinatie schilderkunst en muziek noopte Jaffé, privaatdocent aan de Universiteit van Amsterdam en directeur van het Joods Historisch Museum aldaar, tot een studie daar over. In 1969 waren gesprekken daarover tussen hoogleraar en kunstenaar op de radio te horen. (RVU, 18 oktober 1969 Integratie schilderkunst muziek).
In de periode tot 1964 besefte ze wat kunstkenners bedoelden met hun commentaren dat er muziek zit in haar schilderijen. Ze bestudeerde haar eigen werk en legde in het boek Integratie der kunsten uit hoe schilderijen in composities om te zetten. Kort samengevat komt het erop neer dat er eerste een schilderij wordt gemaakt, vervolgens wordt met behulp van overtrekpapier een ruimtelijk notenbeeld gemaakt, hetgeen omgezet wordt in muziek. Over haar schilderijen legde zij een raster met een X en Y-as. Op de Y-as las zij de toonlengte af en op de X-as de toonhoogtes. Instrumentatie en klank (timbre) gaf zij met keuren aan. Het mondde uit in 1962 in de oprichting van de Sedje Hémon Stichting, waarvan Jaffé de eerste voorzitter werd. Hémon bestudeerde vervolgens de hedendaagse muziek met studies bij Stichting Gaudeamus.
Met name in de winter vertrok Hémon naar warmere gebieden. Midden jaren 60 volgden meerdere exposities in Europese steden en ook in bijvoorbeeld Galerie Bennewitz in Den Haag. In diezelfde periode ontdekte ze tijdens een verblijf in Roemenië de panfluit. Ze bestudeerde het muziekinstrument mede aan de hand van Gheorghe Zamfir (een klassiek geschoolde panfluitist) en componeerde in 1969 vervolgens haar Concerto voor panfluit en orkest, dat in 1970/1971 in Boekarest zijn première beleefde, zonder Zamfir, die elders commercieel succes had gevonden. Ze kon de studie doen dankzij een Roemeens-Nederlands cultureel akkoord. Het driedelig concert is gebaseerd op drie van haar schilderijen. In 1970 volgde een uitvoering van haar werk Nooit meer een Auschwitz in het Concertgebouw door het Amsterdams Philharmonisch Orkest onder leiding van Anton Kersjes en/of Henri Arend. In dat jaar zette ze ook de Panfluitschool in Den Haag op, die ze verder zou uitbouwen. Ze schreef daarvoor diverse opleidingen voor diverse varianten van de panfluit. De panfluitschool groeide in de loop der tijd uit tot het Hémon-Panfluitconservatorium, later opgaand in het Hilversums Conservatorium en weer later slachtoffer van een bezuinigingsronde in de conservatoriumwereld (1995-1998) . Ondertussen bleef ze bezig met de ontwikkeling voor een opleidingsmethode op de viool.
Ook op modernere kunstuitingen had ze invloed. Ze was al bezig met een voorloper op Virtual reality, lang voordat dat technisch mogelijk werd, waarbij ook weer de omzetting van beeldende kunst naar muziek een belangrijke rol speelde.

## Publicaties
- Hémon's integratie der kunsten, Jaffé, 1996, ISBN 9789075080261
- Shura Cherkassky, a concertpianist, ISBN 9789075080247

- Digitale Bibliotheek voor de Nederlandse Letteren: fran185
- Gemeinsame Normdatei: 1198126833
- International Standard Name Identifier: 0000 0003 9166 6088
- Nationale Bibliotheek van Tsjechië: xx0316604
- Nederlandse Thesaurus van Auteursnamen: 071445730
- RKD-Nederlands Instituut voor Kunstgeschiedenis: 37358
- Union List of Artist Names: 500653843
- Virtual International Authority File: 285594076
- WorldCat: E39PBJcKJQp4j3GV9F7w3jb8G3